# Taunus Automobilfabrik
Die Taunus Automobilfabrik GmbH war ein deutscher Automobilhersteller, der zwischen 1907 und 1911 in Frankfurt am Main ansässig war. Das Unternehmen hatte seinen Sitz in der Adalbertstraße 61 in Bockenheim. Die Fabrikation befand sich in Oberursel. Am 24. April 1911 beschlossen die Gesellschafter, die Gesellschaft zu liquidieren.

## Fahrzeuge
Gebaut wurde von 1907 bis 1909 der Taunus B 6/12 PS, ein Automobil mit Vierzylinder-OHC-Motor, der aus 1,5 l Hubraum eine Leistung von 12 PS (8,8 kW) schöpfte. Das Aggregat wurde nicht selbst hergestellt, sondern von einem Motorenhersteller zugekauft.

## Quelle
- Halwart Schrader: Deutsche Autos 1886–1920. 1. Auflage. Motorbuch Verlag Stuttgart (2002). ISBN 3-613-02211-7. Seite 363.